# Playoffs NBA 1978
Los Playoffs de la NBA de 1978 fueron el torneo final de la temporada 1977-78 de la NBA. Concluyó con la victoria de Washington Bullets, campeón de la Conferencia Este, sobre Seattle SuperSonics, campeón de la Conferencia Oeste, por 4-3. El MVP de las Finales fue Wes Unseld.
Fue la tercera vez en la que los Bullets llegaban a las Finales de la NBA y la primera en la que conseguía el título, desde que fue fundado en 1961. Por otra parte los Sonics alcanzaron las finales por primera vez en sus 11 años de existencia. Este sería el primero de dos encuentros consecutivos en las Finales entre Bullets y Sonics, pero en el siguiente año sería Seattle quien las ganaría.
Esta sería la primera vez desde la expansión de los playoffs a diez equipos en 1975 en la que ninguno de los equipos que se clasificaban directamente, sin pasar por primera ronda, llegaron a las Finales. El año siguiente los Sonics y los Bullets se enfrentarían ambos como primeros clasificados de su respectivas conferencias.
Denver Nuggets, uno de los cuatro componentes de la American Basketball Association que se encontraban en aquella liga el año anterior, se convirtió en el primero de ellos en ganar una serie en playoffs, venciendo a Milwaukee Bucks en siete partidos en las Semifinales de la Conferencia Oeste.

## Tabla
|  | Primera Ronda     | Primera Ronda | Primera Ronda |   |  | Semifinales de Conferencia | Semifinales de Conferencia | Semifinales de Conferencia |  |  | Finales de conferencia | Finales de conferencia | Finales de conferencia |  |  | Finales de la NBA | Finales de la NBA | Finales de la NBA |
|  |                   |               |               |   |  |                            |                            |                            |  |  |                        |                        |                        |  |  |                   |                   |                   |
|  | E4                | Cleveland     | 0             |   |  | E1                         | Philadelphia*              | 4                          |  |  |                        |                        |                        |  |  |                   |                   |                   |
|  | E4                | Cleveland     | 0             |   |  | E1                         | Philadelphia*              | 4                          |  |  |                        |                        |                        |  |  |                   |                   |                   |
|  | E5                | New York      | 2             |   |  | E5                         | New York                   | 0                          |  |  |                        |                        |                        |  |  |                   |                   |                   |
|  | E5                | New York      | 2             |   |  | E5                         | New York                   | 0                          |  |  |                        |                        |                        |  |  |                   |                   |                   |
|  |                   |               |               |   |  |                            |                            |                            |  |  | E1                     | Philadelphia*          | 2                      |  |  |                   |                   |                   |
|  | Conferencia Este  |               |               |   |  |                            |                            |                            |  |  | E1                     | Philadelphia*          | 2                      |  |  |                   |                   |                   |
|  |                   | E3            | Washington    | 4 |  |                            |                            |                            |  |  |                        |                        |                        |  |  |                   |                   |                   |
|  |                   |               |               |   |  |                            |                            |                            |  |  |                        |                        |                        |  |  |                   |                   |                   |
|  | E3                | Washington    | 2             |   |  | E3                         | Washington                 | 4                          |  |  |                        |                        |                        |  |  |                   |                   |                   |
|  | E3                | Washington    | 2             |   |  | E3                         | Washington                 | 4                          |  |  |                        |                        |                        |  |  |                   |                   |                   |
|  | E6                | Atlanta       | 0             |   |  | E2                         | San Antonio*               | 2                          |  |  |                        |                        |                        |  |  |                   |                   |                   |
|  | E6                | Atlanta       | 0             |   |  | E2                         | San Antonio*               | 2                          |  |  |                        |                        |                        |  |  |                   |                   |                   |
|  |                   |               |               |   |  |                            |                            |                            |  |  |                        |                        |                        |  |  | E3                | Washington        | 4                 |
|  |                   |               |               |   |  |                            |                            |                            |  |  |                        |                        |                        |  |  | E3                | Washington        | 4                 |
|  |                   | W4            | Seattle       | 3 |  |                            |                            |                            |  |  |                        |                        |                        |  |  |                   |                   |                   |
|  |                   |               |               |   |  |                            |                            |                            |  |  |                        |                        |                        |  |  |                   |                   |                   |
|  | W4                | Seattle       | 2             |   |  | W1                         | Portland*                  | 2                          |  |  |                        |                        |                        |  |  |                   |                   |                   |
|  | W4                | Seattle       | 2             |   |  | W1                         | Portland*                  | 2                          |  |  |                        |                        |                        |  |  |                   |                   |                   |
|  | W5                | Los Angeles   | 1             |   |  | W4                         | Seattle                    | 4                          |  |  |                        |                        |                        |  |  |                   |                   |                   |
|  | W5                | Los Angeles   | 1             |   |  | W4                         | Seattle                    | 4                          |  |  |                        |                        |                        |  |  |                   |                   |                   |
|  |                   |               |               |   |  |                            |                            |                            |  |  | W4                     | Seattle                | 4                      |  |  |                   |                   |                   |
|  | Conferencia Oeste |               |               |   |  |                            |                            |                            |  |  | W4                     | Seattle                | 4                      |  |  |                   |                   |                   |
|  |                   | W2            | Denver*       | 2 |  |                            |                            |                            |  |  |                        |                        |                        |  |  |                   |                   |                   |
|  |                   |               |               |   |  |                            |                            |                            |  |  |                        |                        |                        |  |  |                   |                   |                   |
|  | W3                | Phoenix       | 0             |   |  | W6                         | Milwaukee                  | 3                          |  |  |                        |                        |                        |  |  |                   |                   |                   |
|  | W3                | Phoenix       | 0             |   |  | W6                         | Milwaukee                  | 3                          |  |  |                        |                        |                        |  |  |                   |                   |                   |
|  | W6                | Milwaukee     | 2             |   |  | W2                         | Denver*                    | 4                          |  |  |                        |                        |                        |  |  |                   |                   |                   |
|  | W6                | Milwaukee     | 2             |   |  | W2                         | Denver*                    | 4                          |  |  |                        |                        |                        |  |  |                   |                   |                   |

## Conferencia Este
Campeón: Washington Bullets

### Primera Ronda
(1) Philadelphia 76ers y (2) San Antonio Spurs pasan directamente a las Semifinales de la Conferencia Este.
(3) Washington Bullets vs. (6) Atlanta Hawks:
Bullets ganó la serie 2-0
- Partido 1 - Washington: Washington 103, Atlanta 94
- Partido 2 - Atlanta: Washington 107, Atlanta 103

(4) Cleveland Cavaliers vs. (5) New York Knicks:
Knicks ganó la serie 2-0
- Partido 1 - Cleveland: New York 132, Cleveland 114
- Partido 2 - New York: New York 109, Cleveland 107

### Semifinales de Conferencia
(1) Philadelphia 76ers vs. (5) New York Knicks:
76ers ganó la serie 4-0
- Partido 1 - Philadelphia: Philadelphia 130, New York 90
- Partido 2 - Philadelphia: Philadelphia 119, New York 100
- Partido 3 - New York: Philadelphia 137, New York 126
- Partido 4 - New York: Philadelphia 112, New York 107

(2) San Antonio Spurs vs. (3) Washington Bullets:
Bullets ganó la serie 4-2
- Partido 1 - San Antonio: San Antonio 114, Washington 103
- Partido 2 - San Antonio: Washington 121, San Antonio 117
- Partido 3 - Washington: Washington 118, San Antonio 105
- Partido 4 - Washington: Washington 98, San Antonio 95
- Partido 5 - San Antonio: San Antonio 116, Washington 105
- Partido 6 - Washington: Washington 103, San Antonio 100

### Finales de Conferencia
(1) Philadelphia 76ers vs. (3) Washington Bullets:
Bullets ganó la serie 4-2
- Partido 1 - Philadelphia: Washington 122, Philadelphia 117
- Partido 2 - Philadelphia: Philadelphia 110, Washington 104
- Partido 3 - Washington: Washington 123, Philadelphia 108
- Partido 4 - Washington: Washington 121, Philadelphia 105
- Partido 5 - Philadelphia: Philadelphia 107, Washington 94
- Partido 6 - Washington: Washington 101, Philadelphia 99

## Conferencia Oeste
Campeón: Seattle SuperSonics

### Primera Ronda
(1) Portland Trail Blazers y (2) Denver Nuggets pasan directamente a las Semifinales de la Conferencia Oeste.
(3) Phoenix Suns vs. (6) Milwaukee Bucks:
Bucks ganó la serie 2-0
- Partido 1 - Phoenix: Milwaukee 111, Phoenix 103
- Partido 2 - Milwaukee: Milwaukee 94, Phoenix 90

(4) Seattle SuperSonics vs. (5) Los Angeles Lakers:
Sonics ganó la serie 2-1
- Partido 1 - Seattle: Seattle 102, Los Angeles 90
- Partido 2 - Los Angeles: Los Angeles 105, Seattle 99
- Partido 3 - Seattle: Seattle 111, Los Angeles 102

### Semifinales de Conferencia
(1) Portland Trail Blazers vs. (4) Seattle SuperSonics:
Sonics ganó la serie 4-2
- Partido 1 - Portland: Seattle 104, Portland 95
- Partido 2 - Portland: Portland 96, Seattle 93
- Partido 3 - Seattle: Seattle 99, Portland 84
- Partido 4 - Seattle: Seattle 100, Portland 98
- Partido 5 - Portland: Portland 113, Seattle 89
- Partido 6 - Seattle: Seattle 105, Portland 94

(2) Denver Nuggets' vs. (6) Milwaukee Bucks:
Nuggets ganó la serie 4-3
- Partido 1 - Denver: Denver 119, Milwaukee 103
- Partido 2 - Denver: Denver 127, Milwaukee 111
- Partido 3 - Milwaukee: Milwaukee 143, Denver 112
- Partido 4 - Milwaukee: Denver 118, Milwaukee 114
- Partido 5 - Denver: Milwaukee 117, Denver 112
- Partido 6 - Milwaukee: Milwaukee 119, Denver 91
- Partido 7 - Denver: Denver 116, Milwaukee 110

### Finales de Conferencia
(2) Denver Nuggets vs. (4) Seattle SuperSonics:
Sonics ganó la serie 4-2
- Partido 1 - Denver: Denver 116, Seattle 107
- Partido 2 - Denver: Seattle 121, Denver 111
- Partido 3 - Seattle: Seattle 105, Denver 91
- Partido 4 - Seattle: Seattle 100, Denver 94
- Partido 5 - Seattle: Denver 123, Seattle 114
- Partido 6 - Denver: Seattle 123, Denver 108

## Finales NBA
(3) Washington Bullets vs. (4) Seattle SuperSonics:
Bullets ganó la serie 4-3
- Partido 1 - Seattle: Seattle 106, Washington 102
- Partido 2 - Washington: Washington 106, Seattle 98
- Partido 3 - Washington: Seattle 93, Washington 92
- Partido 4 - Seattle: Washington 120, Seattle 116
- Partido 5 - Seattle: Seattle 98, Washington 94
- Partido 6 - Washington: Washington 117, Seattle 82
- Partido 7 - Seattle: Washington 105, Seattle 99